# 117874 Picodelteide
117874 Picodelteide è un asteroide della fascia principale. Scoperto nel 1960, presenta un'orbita caratterizzata da un semiasse maggiore pari a 1,9493619 UA e da un'eccentricità di 0,1077928, inclinata di 20,77957° rispetto all'eclittica.